# Oguchi Onyewu
Oguchialu „Oguchi“ Onyewu (* 13. Mai 1982 in Washington, D.C.) ist ein ehemaliger US-amerikanischer Fußballspieler, der zuletzt bei Philadelphia Union unter Vertrag stand. 

## Sportlicher Werdegang
Onyewus Eltern wanderten aus Nigeria in die Vereinigten Staaten ein, um dort an der Howard University in Washington (D.C.) zu studieren. Onyewu, der zwei Brüder – Uche und Nonye – sowie zwei Schwestern – Chi-Chi und Ogechi – hat, wuchs zunächst in Silver Spring und später in Olney im Bundesstaat Maryland auf, wo er an der Sherwood High School zwei Jahre Fußball spielte. Er ging dann an im Rahmen eines landesweiten U-17-Auswahlprogramms nach Florida und debütierte für die US-amerikanische U-17-Mannschaft im Jahre 1998 gegen Guatemala. Nur ein Jahr später nahm er mit dem gleichen Team an der FIFA U-17-Weltmeisterschaft in Neuseeland teil.
Der „Gooch“ genannte, mit circa 1,93 Meter groß gewachsene Abwehrspieler besuchte nach seinem High-School-Abschluss in Sherwood die Clemson University in South Carolina und spielte dort zwei Jahre College-Fußball. Er entwickelte sich dort zu einem der besten Spieler seiner Altersklasse und wurde für die Hermann Trophy, mit der jährlich der beste College-Spieler der USA ausgezeichnet wird, nominiert. Im Jahr 2001 nahm er in Argentinien an der U-20-Weltmeisterschaft teil und erweckte dabei die Aufmerksamkeit von internationalen Beobachtern.

## Vereinskarriere
Im Jahr 2002 unterschrieb Onyewu beim französischen Erstligisten FC Metz einen Vier-Jahres-Vertrag. Dort sollte es jedoch bis zum Januar des folgenden Jahres dauern, bis er beim 1:0-Sieg gegen Girondins Bordeaux im französischen Ligapokal erstmals eingesetzt wurde. Nach einem Trainerwechsel spielte Onyewu dann in den weiteren Planungen des Vereins keine Rolle mehr, so dass er im Jahr 2003 an den belgischen Erstligisten RAA La Louvière ausgeliehen wurde.
Ein Jahr später wurde Onyewu mit Standard Lüttich erneut an einen belgischen Verein ausgeliehen, der nach kurzer Zeit im Oktober 2004 die Kaufoption für den Spieler zog. Onyewu wurde schnell zu einem wichtigen Stammspieler in Lüttich.
Er wechselte im Januar 2007 zu Newcastle United nach England. Er wurde zunächst von Standard Lüttich bis Saisonende ausgeliehen. Newcastle entschied sich jedoch, die Leihe nicht fortzusetzen bzw. den Transfer nicht vorzunehmen.
Sowohl im Verein als auch in den Länderspielen entwickelte er sich fortan zu einem wichtigen Spieler. In Belgien wurde er 2006 in die Mannschaft der Saison gewählt und erhielt zudem die Auszeichnung als bester ausländischer Spieler.
Im Sommer 2009 unterschrieb er einen Drei-Jahres-Vertrag beim italienischen Klub AC Mailand. In der Saison 2009/10 wurde er bei den Mailändern lediglich in einer Partie in der UEFA Champions League eingesetzt und blieb in der Serie A ohne Einsatz. Er war zwischen Oktober 2009 und Mai 2010 verletzt.
In der Rückrunde der Saison 2010/11 wurde er an den FC Twente ausgeliehen. Hier kam er in acht Ligaspielen, einer Pokalbegegnung und in fünf Spielen der Europa League zum Einsatz. Zur Saison 2011/12 wechselte Onyewu zum Sporting Clube de Portugal nach Lissabon, bei dem er einen Dreijahresvertrag unterschrieb.
Nach nur einer Saison wechselte Onyewu von Sporting auf Leihbasis zum spanischen Verein FC Málaga. Dort konnte er sich keinen Stammplatz erkämpfen und kam auf lediglich zwei Ligaspiele. Zur Saison 2013/14 verpflichtete ihn der englische Erstligist Queens Park Rangers. Ohne einen einzigen Hinrundeneinsatz entschloss sich Onyewu im Januar 2014 zu einem erneuten Wechsel und ging zum Zweitligisten Sheffield Wednesday. Nach einem weiteren Kurzzeitengagement bei Charlton Athletic war Onyewu ab Juli 2015 vereinslos. Erst im Januar 2017 wurde er von Philadelphia Union verpflichtet. Er absolvierte in der Folge 22 Spiele in der Major League Soccer. Sein am Jahresende auslaufender Vertrag wurde nicht verlängert. Nach einem weiteren dreiviertel Jahr der Vereinslosigkeit gab Onyewu im September 2018 sein aktives Karriereende bekannt.

## Nationalmannschaft
In der US-Nationalmannschaft debütierte er am 13. Oktober 2004 gegen Panama.
Er gewann mit den USA im Jahr 2005 den Gold Cup, schoss im Halbfinale gegen Honduras in der Nachspielzeit das entscheidende Kopfballtor zum 2:1-Sieg und wurde später in die beste Elf des Turniers gewählt.
Während der Qualifikationsspiele zur Fußball-Weltmeisterschaft 2006 in Deutschland, wo Onyewu regelmäßig zum Einsatz kam, lieferte er sich vor allem gegen Mexiko spannende Duelle mit Jared Borgetti. Nachdem Borgetti im Aztekenstadion in Mexiko-Stadt nach einem Stellungsfehler Onyewus ein Tor gelang, beherrschte Onyewu im Rückspiel seinen Gegenspieler deutlich. 
Nach der erfolgreichen Qualifikation wurde Onyewu in den Kader für die Weltmeisterschaft berufen und stand bei allen drei Spielen der US-Nationalmannschaft auf den Platz.
2007 gewann er zum zweiten Mal in seiner Karriere den CONCACAF Gold Cup mit dem US-amerikanischen Team. 2009 erreichte Onyewu mit der US-amerikanischen Auswahl das Finale um den Konföderationen-Pokal, in dem man nach einer 2:0-Halbzeitführung Brasilien noch mit 2:3 unterlag. Onyewu fiel während des Turniers erneut durch sein gutes Stellungsspiel und starkes Zweikampfverhalten auf. 
2014 bestritt er bei der 0:2-Niederlage im Testspiel gegen die Ukraine auf Zypern sein 69. und letztes Länderspiel (6 Tore).

## Erfolge
- CONCACAF-Gold-Cup-Gewinner: 2005, 2007
- Bester ausländischer Spieler in der Jupiler League: 2005
- Fußballer des Jahres der USA 2006
- Niederländischer Pokalsieger: 2011 (FC Twente)
- niederländischer Vizemeister: 2011